# Jaciment de Pont Nou
El Pont Nou és un jaciment arqueològic de l'Epipaleolític, des del 9000 b.p. al 5000 b.p., a cavall dels municipis de Sant Pere de Riudebitlles i Torrelavit, (l'Alt Penedès), inclòs a l'Inventari del Patrimoni Arqueològic i Paleontològic de Catalunya.

## Situació geogràfica i geològica
En l'actualitat, el jaciment es troba en uns camps de vinya, darrere les naus industrials de l'empresa KONTACT S.A. A uns 200 metres al NE del pont medieval, conegut com a Pont Nou, el qual es va reconfigurar durant els segles XVII - XVIII i a l'oest de la confluència dels torrents d'en Guilló i de Maria Devesa. S'han documentat diversos sectors d'aquests jaciment, del qual la part sud arriba fins al límit del municipi de Torrelavit.
El terreny geològic consisteix en un con de dejecció que talla una terrassa situada a 25 metres per sobre del nivell actual dels corrents pluvials. Això ha permès deduir que les restes trobades es troben en posició secundària a conseqüència del desmantellament d'un paleosol.

## Descobriment i historiografia
El jaciment no ha estat mai excavat seguint la metodologia arqueològica. Durant els anys 80, Antoni Freixes hi va realitzar unes prospeccions, durant les quals hi va trobar diversos elements lítics. Això i altres treballs, el van portar a fer una publicació el 1994, on ho recopilava.

## Troballes i descripció
Tot el material que s'hi ha trobat ha estat en superfície, degut a la composició geològica del sòl. Les peces trobades són nuclis de tipologia mosteriana sense cap retoc i una petita presència d'elements de la tècnica Levallois. Per el que es va descriure com un lloc o centre de producció i explotació de sílex.